# Andet bulgarske rige
Det andet bulgarske rige (bulgarsk: Второ българско царство, Vtorо Bălgarskо Tsartsvo) var en middelalderlig bulgarsk stat, der eksisterede mellem 1185 og 1396. Staten var en efterfølger til det første bulgarske rige, og opstod efter et bulgarsk oprør tvang Det Byzantinske Rige ud af Bulgarien. Det andet bulgarske rige havde sin storhedstid under zarerne Kalojan og Ivan Asen 2., før det endte med at blive erobret af det Osmanniske Rige i slutningen af det 14. århundrede og starten af det 15. århundrede.